# Седова, Галина Георгиевна
Галина Георгиевна Седова (2 мая 1924, Сарапул, Уральская область — 27 января 2025, Сарапул, Удмуртия) — советский врач. Герой Социалистического Труда (1978).

## Биография
Родилась 2 мая 1924 года в городе Сарапуле Уральской области.
С 1942 года во время Великой Отечественной войны, обучаясь в Ижевском государственном медицинском институте, Г. Г. Седова совмещала учёбу в институте с работой в военном госпитале, работала также на полях во время уборки урожая.
В 1947 года после окончания ИГМИ работала заведующей Пычасским районным отделом здравоохранения, заведующей поликлиникой и терапевтическим отделением и главным врачом городской больницы № 3 Сарапула. С 1960 по 1982 годы — главный врач медсанчасти Сарапульского электрогенераторного завода, одновременно выполняла обязанности ординатора терапевтического отделения.
20 июля 1971 года Указом Президиума Верховного Совета СССР «за отличие в труде» Г. Г. Седова была награждена орденом Трудового Красного Знамени.
В социалистическом соревновании лечебно-профилактических учреждений города медсанчасть электрогенераторного завода регулярно занимала первые места. По итогам работы за 1978 год она была признана Министерством здравоохранения Удмуртии лучшим лечебно-профилактическим учреждением республики.
23 октября 1978 года Указом Президиума Верховного Совета СССР «за большие заслуги в развитии народного здравоохранения» Галина Георгиевна Седова была удостоена звания Героя Социалистического Труда с вручением ордена Ленина и золотой медали «Серп и Молот».
Помимо основной деятельности Г. Г. Седова была членом Сарапульского горкома КПСС и депутатом городского Совета депутатов трудящихся.
С 1982 года — на пенсии. Жила в Сарапуле. Умерла 27 января 2025 года.

## Награды
- Медаль «Серп и Молот» (23.10.1978)
- Орден Ленина (23.10.1978)
- Орден Трудового Красного Знамени (20.07.1971)
- Медаль «За доблестный труд в Великой Отечественной войне 1941—1945 гг.»

### Звания
- Заслуженный врач РСФСР
- Заслуженный врач Удмуртской АССР
- Почётный гражданин Сарапула (1995 — «за большой вклад в развитие системы здравоохранения в городе»)